# Grylloblatta gurneyi
Grylloblatta gurneyi är en insektsart som beskrevs av Kamp 1963. Grylloblatta gurneyi ingår i släktet Grylloblatta och familjen Grylloblattidae. Inga underarter finns listade i Catalogue of Life.